# Harbin (film)
Pour plus de détails, voir Fiche technique et Distribution.
Harbin (hangeul : 하얼빈 ; RR : Haeolbin ; MR : Haŏlbin) est un film sud-coréen réalisé par Woo Min-ho et sorti en 2024.
Il s'agit du portrait d'Ahn Jung-geun (1879-1910), militant indépendantiste coréen, qui a abattu Itō Hirobumi (1841-1909), le résident-général de Corée, à la gare de Harbin.
Il est présenté en avant-première mondiale au Festival international du film de Toronto 2024.

## Synopsis
À Harbin, en 1909, des militants indépendantistes coréens s'affrontent avec l'empire du Japon pour empêcher le Japon d'annexer l'empire de la Corée

## Fiche technique
Sauf indication contraire ou complémentaire, les informations mentionnées dans cette section peuvent être confirmées par la base de données KMDb
- Titre original : 하얼빈
- Titre international : Harbin
- Réalisation : Woo Min-ho
- Scénario : Kim Kyeong-chan[2] et Woo Min-ho[2]
- Musique : Jo Yeong-wook[2]
- Décors : Kim Bo-mook[2]
- Costumes : Kwak Jeong-ae[2]
- Photographie : Hong Kyung-pyo[1]
- Montage : Kim Man-geun[2]
- Production : Kim Won-kook[2]
- Sociétés de production : Hive Media Corp.[1], en co-production avec Film Angels Studio et Keystone Films[3],[4]
- Société de distribution : CJ ENM
- Budget : 30 millards ₩[5],[6]
- Pays de production :  Corée du Sud
- Langue originale : coréen, japonais
- Format : couleur — IMAX[7] — son Dolby Atmos[8]
- Genre : action, biographie, drame, espionnage, historique, thriller
- Durée : 108 minutes[2]
- Dates de sortie :
  - Canada : 8 septembre 2024 (Festival international du film de Toronto)[2]
  - Corée du Sud : 18 décembre 2024 (avant-première à Séoul)[9] ; 24 décembre 2024 (sortie nationale)[7]
  - Suisse romande : 28 mars 2025 (Festival international du film de Fribourg)[10]

## Distribution
- Hyun Bin : Ahn Jung-geun, lieutenant-général de l'armée coréenne[11]
- Park Jung-min : Woo Deok-soon (ko), combattant de la liberté[11]
- Jo Woo-jin : Kim Sang-hyeon, combattant indépendantiste[11]
- Yoo Jae-myung : Choi Jae-hyeong, assistant d'Ahn Jung-geun[11]
- Lily Franky : Itō Hirobumi
- Jeon Yeo-been : Mlle Gong, étudiante de l'armée indépendantiste[11]
- Park Hoon (en) : Mori Tatsuo[11]
- Lee Dong-wook : Lee Chang-seop
- Jeong Woo-seong : Kim Doo-seong[12]

## Production

### Développement
|  |

Mi-novembre 2021, l'acteur Hyun Bin confirme son rôle d'Ahn Jung-geun, ce militant d'indépendance coréen qui a risqué sa vie afin de reconquérir la Corée pendant la colonisation japonaise au début des années 1900, pour le film d'espionnage Harbin de Woo Min-ho. Cet acteur, au départ, avait, plusieurs fois, décliné la proposition faite par le réalisateur parce que son personnage représente « un grand symbolisme » pour son pays.
Woo Min-ho travaille pour la première fois avec Hong Kyung-pyo, le directeur de la photographie,.
Il est produit par Hive Media Corp., en co-production avec la société lettone, Film Angels Studio, et celle de la France, Keystone Films,.
Ä l'origine, Woo Min-ho n'avait pas l'intention de réaliser le film. Un jour, accompagnant sa mère l'hôpital Severance de Gangnam et en l'attendant, il tombe sur le roman Immortality (불멸) d'Yi Mun-yol dans une librairie qui se trouvait juste à côté : il a immédiatement téléphoné Kim Won-kook, le producteur de Hive Media Corp., pour lui signaler sa décision définitive de reprendre la direction du film. Au bout d'un temps, il avait même failli d'abandonner ce projet :

« Je l'ai voulu abandonner, je ne sais combien de fois, au cours des dernières années, alors que je me préparais pour ce travail. À ce moment-là, ma femme m'a recommandé de lire un livre intitulé La Terre (ko) (토지) de Park Kyung-ni et, en lisant ce livre, j'ai obtenu le titre. Ce livre parle de la vitalité du peuple coréen. Peu importe à quel point il reviendra à la vie. »

— Woo Min-ho
Début novembre 2022, CJ ENM gère la distribution de ce film.
Le budget de la production est à 30 millards de won, ce qui devra dépasser le seuil de rentabilité de 6,8 millions spectateurs au box-office sud-coréen.

### Attribution des rôles
|  |

Mi-novembre 2022, Hyun Bin accueille Jeong Woo-seong pour une apparition exceptionnelle, ainsi que Park Jung-min qui incarne Woo Deok-soon, Jo Woo-jin en tant que Kim Sang-hyeon, Jeon Yeo-been en mademoiselle Gong, Yoo Jae-myung en Choi Jae-hyeong et Park Hoon en Mori Tatsuo.
Ce dernier, Park Hoon, à la demande du réalisateur pour son personnage, s'est rasé la tête et fait tatouer la racine des cheveux, « cinq ou six tatouages », précise-t-il.
Fin novembre 2024, lors de la conférence de presse, le réalisateur révèle l'acteur japonais Lily Franky dans le rôle d'Itō Hirobumi.

### Tournage
Le tournage débute le 20 novembre 2022,. Il a lieu en Mongolie, en Lettonie et en Corée du Sud pendant cinq ou six mois, bien que le réalisateur ne voulait pas filmer le voyage des militants indépendantistes devant un écran bleu.

« Les lieux réels où se trouvaient les militants indépendantistes étaient la Chine et la Russie, mais le tournage n'a pas été possible. La Lettonie étant longtemps restée une colonie soviétique, de nombreux styles architecturaux de cette époque sont restés. Rien qu’en prenant des photos des acteurs montant les escaliers, la texture du temps était naturellement évidente. Je pensais qu'il était nécessaire de souffrir physiquement pour apprécier le parcours d'Ahn Jung-geun et des combattants indépendantistes qui erraient d'un endroit à l'autre à travers le vaste continent. J’ai donc regardé la région mongole, qui approche de la Mandchourie. Or, il n'y a pas de montagnes en Mongolie. »

— Woo Min-ho
La Mongolie sert de décors pour la Mandchourie (Chine), la Lettonie, pour Vladivostok (Russie) et la Corée du Sud, pour l'arrière-plan des scènes de bataille. Il est filmé avec la caméra ARRI Alexa 65 mm, déjà utilisée pour Furiosa : Une saga Mad Max (2024) de George Miller et Dune (2021 et 2024) de Denis Villeneuve.

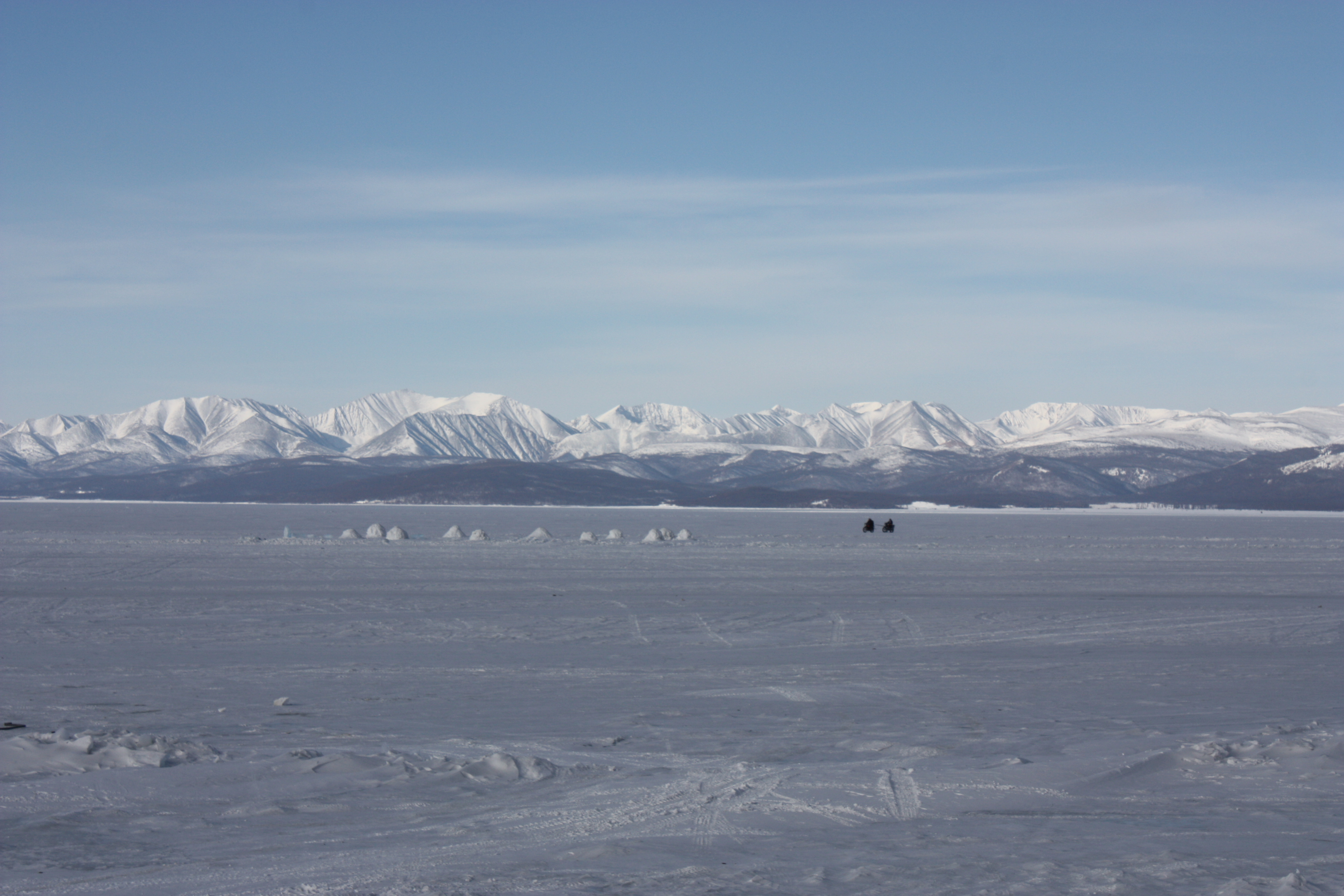
Le lac Khövsgöl.

En Mongolie, le tournage s'est montré difficile avec la température hivernale affichant  : « Le temps était assez long et la route elle-même n'était pas confortable. C'était une période et un environnement difficiles pour tout le monde », raconte l'actrice Jeon Yeo-been. La scène, où An Jung-geun traverse la rivière Tumen, est filmée au lac Khövsgöl, dans la province de Hövsgöl.
Pour Lettonie, il a lieu entre le 27 janvier et le 27 février 2023 dans de différentes villes, dont Riga et Liepāja,.
Dernière étape en Corée du Sud, il a lieu à Gwangju (Jeolla du Sud) pour la scène de bataille avec l'armée japonaise sous la neige artificielle. Il a également lieu à Andong (Gyeongsang du Nord) pour filmer l'intérieur du train à destination de Harbin, conçu de manière que l'atmosphère et la texture puissent être ressenties à l'écran et donner l'impression aux spectateurs de monter dans un train tremblant « grâce à l'expérience du film Snowpiercer : Le Transperceneige », avoue Hong Kyung-pyo.
Les prises de vues prennent fin le 29 mars 2023.

### Musique
La musique est composée par Jo Yeong-wook qui l'enregistre avec l'Orchestre symphonique aux studios Abbey Road à Londres, en Angleterre.
Liste de pistes
La bande originale est publiée, le 7 janvier 2025, par Genie Music/Stone Music Entertainment, en Corée du Sud,.
1. Holo (홀로히 서서) (1:44)
2. Battle of Kyung Heung (경흥전투) (6:57)
3. A Late Repentance (후회) (2:04)
4. Train to Harbin (하얼빈으로) (3:56)
5. Crisis (위기) (0:54)
6. Sympathy (먼훗날) (2:54)
7. Hide Out (아지트) (2:21)
8. Remorse (회한) (5:19)
9. A Long Journey (기나긴 여정) (4:43)
10. Once Upon a Time (예전에는) (4:45)
11. Vladivostok (블라디보스톡) (4:16)
12. Where Is He (그는 어디에) (2:03)
13. Courage (다짐) (3:22)
14. A Spy (밀정) (7:40)
15. Gas Chamber (가스실) (1:54)
16. Feast (만찬) (4:47)
17. Why (왜?) (9:24)
18. Target (타겟) (4:00)

## Accueil

### Festival et sortie

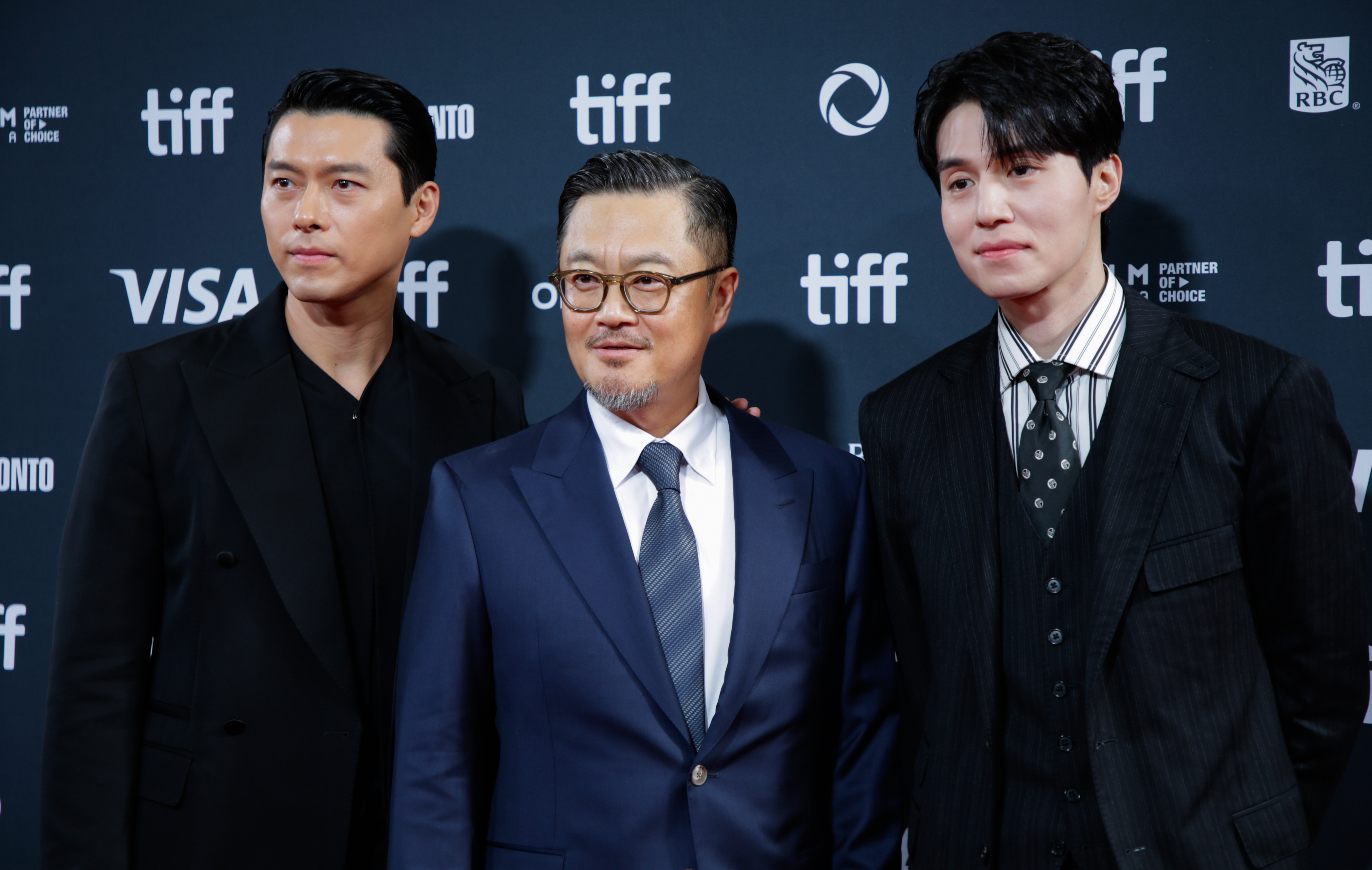
Hyun Bin, Woo Min-ho et Lee Dong-wook au Festival international du film de Toronto.

Le 18 juin 2024, Harbin est sélectionné dans la section « Gala Presentations » du Festival international du film de Toronto,,. Fin juillet, les premières images se sont dévoilées.  Il y projette dans la soirée du 8 septembre au Roy Thomson Hall, avec la présence de Woo Min-ho, Hyun Bin et Lee Dong-wook.
Début septembre 2024, une nouvelle affiche est dévoilée, ainsi que la bande annonce et la date de sortie qui aura lieu en décembre prochain,. Il devrait sortir ce 25 décembre en Corée du Sud,. Début décembre 2024, le film étant très attendu, il sortira finalement un jour plus tôt, le 24 décembre 2024, en IMAX, et Dolby Atmos.
Le 15 décembre 2024, soit neuf jours avant sa sortie, à 12 h 45 (heure locale), plus de 83 383 places sont réservées, avant d'être dépassé à plus de 400 000 à la veille de la sortie.
Dans l'après-midi du 18 décembre 2024, une avant-première nationale a lieu, juste après la conférence de presse, au CGV du centre commercial de Yongsan, dans le quartier d'Ichon, à Séoul.
Le 8 janvier 2025, CJ ENM annonce avoir distribué dans 117 pays, dont la France, et estimé qu'il s'agissait d'un exploit significatif pour un film historique sud-coréen.

### Box-office
Au premier jour, selon le Conseil du film coréen, Harbin est à la première place du Box-office sud-coréen avec 381 546 spectateurs en cumul de 400 000, ce qui représente un meilleur chiffre jamais enregistré depuis la pandémie de Covid-19. Le lendemain, c'est « un miracle de Noël » : il enregistre 1,25 million.
En une semaine, il dépasse les 2,5 millions. À la quatrième semaine, il dépasse les 4,5 millions, maintenant toujours sa première place au box-office sud-coréen.

## Distinctions

### Récompenses
- Asian Film Awards 2025 : meilleure photographie pour Hong Kyung-pyo[46]
- Baeksang Arts Awards 2025[47],[48] :
  - Grand prix pour Hong Kyung-pyo (photographie)
  - Meilleur film
  - Meilleure réalisation technique pour Hong Kyung-pyo (photographie)

### Nominations
- Baeksang Arts Awards 2025[49] :
  - Meilleur réalisateur, Woo Min-ho
  - Meilleur acteur, Hyun Bin pour le rôle d'An Jung-geun
  - Meilleur acteur dans un second rôle, Jo Woo-jin pour le rôle de Kim Sang-hyun